# استینه فیشر کریستنسن
استینه فیشر کریستنسن (به انگلیسی: Stine Fischer Christensen) (زاده ۳ فوریه ۱۹۸۵) بازیگر دانمارکی است.
از کارهای معروف او می‌توان به بازی در مجموعه بعد از عروسی اشاره کرد.